# Bobor György
Bobor György (Budapest, 1949. május 31. –) magyar színész.

## Életpályája
Szakközépiskolásként asztalosnak tanult, miközben irodalmi versenyeken vett részt sikeresen. Előbb a Nemzeti Színház stúdiójába járt, majd epizódszerepeket kapott a József Attila színházban. A seregbe való bevonulása után irodalmi színpadot szervezett. Leszerelése után  díszítő asztalos lett a Thália Színházban, végül 1971-ben vették fel a főiskolára, ahol 1975-ben végzett Békés András osztályában. Pályája a Pécsi Nemzeti Színháznál indult, 1979-től a győri Kisfaludy Színházhoz szerződött. 1984-től a Szegedi Nemzeti Színház művésze volt.

## Színházi szerepeiből
- William Shakespeare: Hamlet... Bernardo, tiszt
- William Shakespeare: Szentivánéji álom... Puck; Pecek, asztalos (Oroszlán)
- William Shakespeare: Titus Andronicus... hírnök
- William Shakespeare: IV. Henrik... Thomas Percy
- Molière: Scapin furfangjai... Octave
- Friedrich Schiller: Don Carlos... Mercado
- Nyikolaj Vasziljevics Gogol A revizor... Rasztakovszkij
- Mihail Afanaszjevics Bulgakov: Molière... Philibert du Croisy
- Anton Pavlovics Csehov: Cseresznyéskert... Lopahin
- Makszim Gorkij: Éjjeli menedékhely... Színész
- Friedrich Dürrenmatt: A fizikusok... Uwe Sievers
- Bertolt Brecht – Kurt Weill: Mahagonny... Krajcáros Bill
- Leonard Bernstein: West Side Story... Riff
- Pierre Barillet – Jean Pierre Grédy – Nádas Gábor – Szenes Iván: A kaktusz virága... Igor
- Alfred Jarry: Übü király... Boleszláv; Ranszky
- John Steinbeck: Egerek és emberek... Crooks
- Arisztophanész Plutosz (A gazdagság)... Második kartag; Agathon, fűzfapoéta
- Plautus: A hetvenkedő katona... Toroköblögető, fiatal szolga
- Mitch Leigh – Dale Wasserman: La Mancha lovagja... Anselmo
- Mark Twain: Koldus és királyfi... Lord Hertford; Porkoláb
- Bruno Jasienski: Próbababák bálja... Első lakáj; Rendőrfelügyelő
- Arnold Wesker: A konyha... Max
- Móricz Zsigmond: Nem élhetek muzsikaszó nélkül... Viktor
- Móricz Zsigmond: Úri muri... Ködmön András
- Szép Ernő: Patika... Jóvér Jani
- Háy Gyula: Mohács... Ciprusi Hannibál
- Horváth Péter – Presser Gábor – Sztevanovity Dusán: A padlás... felügyelő
- Hervé: Nebáncsvirág... Robert
- Gioachino Rossini: A sevillai borbély... Ambrosio
- Lehár Ferenc: A mosoly országa... Tábornok
- Eisemann Mihály: Én és a kisöcsém... dr. Vass
- Zalán Tibor: Belvíz úr hazamegy, ha... Hős (Belvíz úr)

## Filmes és televíziós szerepei
- Néhány első szerelem története (1974)
- Felelet (1975)
- Zendül az osztály (1975)... Szántó
- Kapupénz (1975)
- Hamlet (1983)
- Barátok közt (2000)... Dr. Ságváry György